# Postcards from Heaven
Postcards from Heaven er det andet studiealbum fra den britiske musikduo Lighthouse Family. Det blev udgivet i 1997 via Wildcard / Polydor Records.
Albummet havde tre hits i top 10 ("Raincloud", "High" og "Lost in Space") og to i top 30 ("Question of Faith" og "Postcard from Heaven").

## Spor
| #   | Titel                  | Længde |
| --- | ---------------------- | ------ |
| 1.  | "Raincloud"            | 4:33   |
| 2.  | "Once in a Blue Moon"  | 3:54   |
| 3.  | "Question of Faith"    | 4:32   |
| 4.  | "Let It All Change"    | 5:14   |
| 5.  | "Sun in the Night"     | 5:21   |
| 6.  | "High"                 | 5:10   |
| 7.  | "Lost in Space"        | 5:22   |
| 8.  | "When I Was Younger"   | 4:16   |
| 9.  | "Restless"             | 4:37   |
| 10. | "Postcard from Heaven" | 4:20   |

| 8. | "Lifted" | 4:31 |

| 12. | "From a Desert to a Beach" | 4:28 |

| 11. | "Raincloud" (Cuca's Radio Edit) |  |
| 12. | "High" (Monster Edit)           |  |

| 1. | "High" (Itaal Shur's Beautiful Urban Mix) | 6:40 |
| 2. | "High" (Inner City Mix)                   | 6:42 |
| 3. | "Raincloud" (Basement Boys Style 12" Mix) | 8:05 |
| 4. | "Raincloud" (D'Influence Mix)             | 5:26 |
| 5. | "Lifted" (Linslee 7" Mix)                 | 4:01 |
| 6. | "Ocean Drive" (Linslee R&B Mix)           | 4:01 |

## Hitlister
| Hitliste (1997–1998)          | Højeste placering |
| ----------------------------- | ----------------- |
| Australien (ARIA)             | 2                 |
| Østrig (Ö3 Austria)           | 18                |
| Belgien (Ultratop Flanderen)  | 19                |
| Belgien (Ultratop Vallonien)  | 46                |
| Holland (Album Top 100)       | 16                |
| Frankrig (SNEP)               | 44                |
| Tyskland (Offizielle Top 100) | 5                 |
| New Zealand (RIANZ)           | 6                 |
| Norge (VG-lista)              | 23                |
| Skotland (OCC)                |                   |
| Sverige (Sverigetopplistan)   | 32                |
| Schweiz (Schweizer Hitparade) | 12                |
| Storbritannien (OCC)          | 2                 |

| Hitliste (1997) | Placering |
| --------------- | --------- |
| UK Albums (OCC) | 14        |

| Hitliste (1998)                    | Placering |
| ---------------------------------- | --------- |
| Australian Albums (ARIA)           | 33        |
| Dutch Albums (Album Top 100)       | 60        |
| German Albums (Offizielle Top 100) | 11        |
| UK Albums (OCC)                    | 11        |